# Mausoleo La Conocchia
Il mausoleo La Conocchia era un sepolcro monumentale di età romana, della seconda metà del I sec. d. C., situato a Napoli lungo l'antico percorso della salita dello Scudillo, nel sito che attualmente ospita uno dei parchi della città, il parco del Poggio, nella zona dei Colli Aminei; si trovava ad una quota tale da sovrastare la via.
L'imponente struttura, ridotta a stalla, venne distrutta nel 1965 durante gli sbancamenti finalizzati alla realizzazione di un progetto di lottizzazione dell'area, poi non portato a termine. Il processo penale che ne seguì si concluse peraltro con l'assoluzione del costruttore, anche perché il monumento non era mai stato sottoposto al vincolo archeologico.
Si suppone che il mausoleo fosse adiacente ad una villa, oppure che si trovasse lì in conformità alle tradizioni sepolcrali romane di costruire tombe lungo le principali vie di transito extraurbano (la salita dello Scudillo probabilmente era già in uso in età antica).

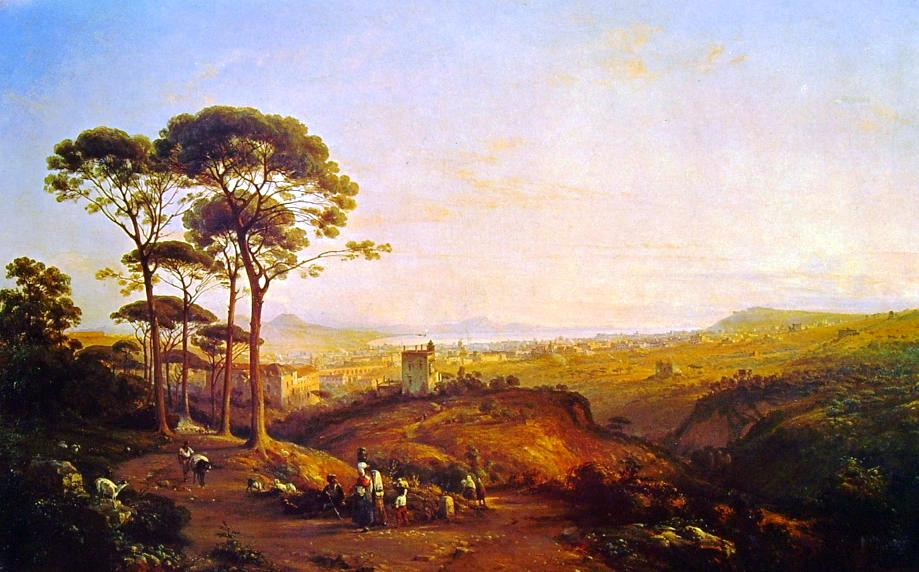
Napoli dalla Conocchia – Théodore Duclère, 1838 (Museo di San Martino)

Come evidenziato da Gaetano Barbarulo, la denominazione Conocchia (dal latino medievale conuccla = rocca per filare) fu utilizzata nel Medioevo per indicare una certa tipologia di mausolei, quella a cuspide, la cui forma affusolata ricordava quella dello strumento tessile. Il mausoleo La Conocchia aveva una base cubica nella quale si aprivano delle nicchie e sulla quale si poggiava il corpo cilindrico a cuspide. Un esempio noto di mausoleo a cuspide è la Fescina, sita a Quarto, in provincia di Napoli. Tale denominazione fu poi estesa anche a sepolcri di diverse caratteristiche morfologiche, come quello allo Scudillo o come un famoso ed elegante sepolcro a Santa Maria Capua Vetere.
Nel Medioevo, il mausoleo napoletano diede il nome alla zona, che si disse prima "ad illa Conuccla" e poi la Conocchia, toponimo che tuttora indica un'area limitrofa.
Durante l'epoca del Grand Tour il mausoleo della Conocchia comparve in numerose guide turistiche e pitture, mentre nel XX secolo fu al centro di studi archeologici. Negli anni cinquanta, apparve in vari libri sull'architettura romana sepolcrale.